# Lijst van rijksmonumenten in Bloemendaal (plaats)
De plaats Bloemendaal telt 123 inschrijvingen in het rijksmonumentenregister. Hieronder een overzicht.
| Object | Oorspronkelijke functie?  | Bouwjaar                                               | Architect                         | Locatie                                              | Coördinaten?                  | Nr.?   | Afbeelding |
| --- | ------------------------- | ------------------------------------------------------ | --------------------------------- | ---------------------------------------------------- | ----------------------------- | ------ | --- |
| Voormalig hoofdkantoor Provinciaal Elektriciteitsbedrijf van Noord-Holland | Overheidsgebouw           | 1935                                                   | H.T. Zwiers                       | Ign. Bispincklaan 19                                 | 52° 24' 3" NB, 4° 37' 16" OL  | 508167 | Meer afbeeldingen |
| Bouwblok bij het complex van het voormalige hotel Duin en Daal | Woonhuis                  | 1907                                                   | J.A.G. van der Steur              | Koninginneduinweg 13A                                | 52° 24' 25" NB, 4° 36' 35" OL | 511066 | Meer afbeeldingen |
| Bouwblok bij het complex van het voormalige hotel Duin en Daal | Horeca                    | 1899                                                   |                                   | Jozef Israelsweg 17                                  | 52° 24' 26" NB, 4° 36' 33" OL | 511067 | Upload foto |
| Voormalige biljartkamer | Sport en recreatie        | 1885                                                   |                                   | Parkweg 18A                                          | 52° 24' 0" NB, 4° 36' 46" OL  | 511115 | Upload foto |
| Vrijstaande kippenhok | Boerderij                 | ca. 1900                                               |                                   | Parkweg bij 18A                                      | 52° 24' 0" NB, 4° 36' 46" OL  | 511116 | Upload foto |
| IJzeren erfafscheiding, bestaande uit gebogen spijlen, met toegang tot terrein via eenvoudig dubbel toegangshek | Erfscheiding              | 1885                                                   |                                   | Parkweg bij 18A                                      | 52° 24' 0" NB, 4° 36' 46" OL  | 511117 | Upload foto |
| Villa De Berg | Woonhuis                  | 1896                                                   |                                   | Rijperweg 15                                         | 52° 24' 5" NB, 4° 36' 51" OL  | 511119 | Upload foto |
| Koetshuis met stal, onderdeel van het complex "De Berg", dat later als garage en schuur in gebruik is genomen | Bijgebouwen kastelen enz. | 1896                                                   |                                   | Rijperweg bij 15                                     | 52° 24' 5" NB, 4° 36' 51" OL  | 511120 | Koetshuis met stal, onderdeel van het complex "De Berg", dat later als garage en schuur in gebruik is genomen                                                                                     |
| Bloemendaalsche Waterleiding: muur met toegangshek | Erfscheiding              | 1912                                                   |                                   | Hoge Duin en Daalseweg bij 21                        | 52° 24' 16" NB, 4° 36' 14" OL | 511122 | Bloemendaalsche Waterleiding: muur met toegangshek |
| Bloemendaalsche Waterleiding: filtergebouw | Nutsbedrijf               | 1901 of kort daarna                                    |                                   | Hoge Duin en Daalseweg 21B                           | 52° 24' 15" NB, 4° 36' 14" OL | 511123 | Upload foto |
| Landhuis Saxenburg | Woonhuis                  | 1919                                                   | J.W. Hanrath                      | Mollaan 1                                            | 52° 24' 23" NB, 4° 36' 41" OL | 511125 | Meer afbeeldingen |
| Saxenburg: tuinaanleg in de Architectonische Tuinstijl | Tuin, park en plantsoen   | 1919-1922                                              | D.F. Tersteeg                     | Mollaan bij 1                                        | 52° 24' 23" NB, 4° 36' 40" OL | 511126 | Upload foto |
| Endymion: villa | Woonhuis                  | 1908-1910                                              |                                   | Koepellaan 2                                         | 52° 24' 17" NB, 4° 36' 57" OL | 511128 | Meer afbeeldingen |
| Endymion: tuinkoepel | Tuin, park en plantsoen   | 1921                                                   |                                   | Koepellaan bij 2                                     | 52° 24' 17" NB, 4° 36' 57" OL | 511129 | Meer afbeeldingen |
| Endymion: drie paar ijzeren hekpijlers | Erfscheiding              | 1909                                                   |                                   | Koepellaan bij 2                                     | 52° 24' 17" NB, 4° 36' 57" OL | 511130 | Upload foto |
| Endymion: pergola aan de westzijde van de villa | Tuin, park en plantsoen   | 1921                                                   |                                   | Koepellaan bij 2                                     | 52° 24' 17" NB, 4° 36' 57" OL | 511131 | Meer afbeeldingen |
| Huize Lariksheuvel | Kasteel, buitenplaats     | 1903                                                   | J. Mutters jr                     | Potgieterweg 3                                       | 52° 24' 15" NB, 4° 36' 59" OL | 511133 | Upload foto |
| Huize Lariksheuvel: vrijstaande gesloten berging (schuur) | Opslag                    | 1903                                                   |                                   | Potgieterweg bij 3                                   | 52° 24' 15" NB, 4° 36' 59" OL | 511134 | Upload foto |
| Meerenberg: Voormalige dubbele dienstwoning | Dienstwoning              | 1875-1899                                              |                                   | Brederodelaan 40                                     | 52° 25' 12" NB, 4° 37' 20" OL | 511138 | Meerenberg: Voormalige dubbele dienstwoning |
| Landhuis Schapenduinen met bijbehorende toegangspartij | Woonhuis                  | 1930-1932                                              | W. Hamdorff                       | Brederodelaan 135                                    | 52° 24' 49" NB, 4° 37' 7" OL  | 511139 | Meer afbeeldingen |
| Witte villa met vierkante hoektoren en dubbel dienstgebouw | Woonhuis                  | 1871                                                   | A. van der Steur                  | Donkerelaan 2                                        | 52° 24' 33" NB, 4° 36' 56" OL | 511140 | Meer afbeeldingen |
| Villa Duin-Ouwe | Woonhuis                  | 1883                                                   | J. van den Ban                    | Parkweg 18                                           | 52° 23' 58" NB, 4° 36' 47" OL | 511141 | Meer afbeeldingen |
| Villa in overgangsarchitectuur met zeer vroeg en zeldzame toepassing van een plat dak | Woonhuis                  | 1902                                                   |                                   | Rijperweg 14                                         | 52° 24' 6" NB, 4° 36' 42" OL  | 511142 | Upload foto |
| Villa Tangkal Rambei | Woonhuis                  | 1894                                                   | J.W. Hanrath                      | Korte Parkweg 1                                      | 52° 24' 5" NB, 4° 36' 43" OL  | 511148 | Upload foto |
| Villa Dunenburg | Woonhuis                  | 1901                                                   | J.A.G. van der Steur              | Hoge Duin en Daalseweg 19                            | 52° 24' 16" NB, 4° 36' 13" OL | 511149 | Meer afbeeldingen |
| Villa Dennenoord | Woonhuis                  | 1902                                                   | J.A.G. van der Steur              | Koninginneduinweg 7                                  | 52° 24' 28" NB, 4° 36' 24" OL | 511150 | Meer afbeeldingen |
| Villa Dalhoeve | Woonhuis                  | 1900                                                   | J.A.G. van der Steur              | Lage Duin en Daalseweg 29                            | 52° 24' 13" NB, 4° 36' 34" OL | 511151 | Meer afbeeldingen |
| Villa Dennenhoek | Woonhuis                  | 1899                                                   | Karel Muller                      | Midden Duin en Daalseweg 33                          | 52° 24' 6" NB, 4° 36' 26" OL  | 511152 | Meer afbeeldingen |
| Voormalige montessorischool voor het voorbereidend en lager onderwijs | Onderwijs en wetenschap   | 1930                                                   | J.H. Groenewegen                  | Vijverweg 27                                         | 52° 24' 10" NB, 4° 37' 24" OL | 511153 | Upload foto |
| Noordwestelijk van het hoofdgebouw gelegen bijgebouw, onderdeel van het voormalige PEN-complex (Provinciaal Elektriciteitsbedrijf Noord-Holland). Het bijgebouw is qua ontwerp en vormgeving identiek aan het zuidwestelijk gelegen bijgebouw | Nutsbedrijf               | 1935                                                   | H.T. Zwiers                       | Ign Bispincklaan bij 19                              | 52° 24' 3" NB, 4° 37' 16" OL  | 514729 | Upload foto |
| Zuidwestelijk van het hoofdgebouw gelegen bijgebouw, onderdeel van het voormalige PEN-complex (Provinciaal Elektriciteitsbedrijf Noord-Holland). Het bijgebouw is qua ontwerp en vormgeving identiek aan het noordwestelijk gelegen bijgebouw | Nutsbedrijf               | 1935                                                   | H.T. Zwiers                       | Ign Bispincklaan bij 19                              | 52° 24' 3" NB, 4° 37' 16" OL  | 514730 | Upload foto |
| Lage langgerekte boerderij. Laatste herinnering aan de Aelbertsbergweg | Boerderij                 | 17e/18e eeuw                                           |                                   | Aelbertsbergweg 1                                    | 52° 24' 36" NB, 4° 36' 41" OL | 9640   | Meer afbeeldingen |
| Gepleisterd dwarshuis zonder verdieping onder pannen zadeldak. Vensters met negenruitsschuiframen en luiken. Achter het huis een bakstenen stal onder pannen schilddak                                                                        | Appartementengebouw       | 18e eeuw                                               |                                   |                                                      | 52° 19' 29" NB, 4° 34' 2" OL  | 9641   | Upload foto |
| Diensthuis Vogelenzang, topgevels aan een zijde, dubbele topgevel | Dienstwoning              | 18e eeuw                                               |                                   |                                                      | 52° 19' 29" NB, 4° 34' 2" OL  | 9642   | Upload foto |
| Pand, bestaande uit twee evenwijdige vleugels zonder verdieping onder zadeldak tussen puntgevels. Vensters met zesruits-schuiframen | Dienstwoning              | ca. 1800                                               |                                   |                                                      | 52° 19' 29" NB, 4° 34' 2" OL  | 9643   | Upload foto |
| Boerderijtje, laag gebouw met topgevels, kleine roeden ramen met luiken. | Boerderij                 | 18e eeuw                                               |                                   | Bergweg 3                                            | 52° 24' 60" NB, 4° 36' 57" OL | 9647   | Meer afbeeldingen |
| Diensthuisje aan Vinkenbaan. Huisje met topgevel aan de achterzijde de Vinkenbaan. Achterzijde werd helaas deels verbouwd. Eerste steen "de terp Boudt 1831"                                                                                  | Dienstwoning              |                                                        |                                   | Bergweg 20                                           | 52° 25' 60" NB, 4° 34' 31" OL | 9648   | Meer afbeeldingen |
| Dienstwoninkje in het duin, witgepleisterd, topgevel, met riet gedekt, terzijde bakhuisje | Dienstwoning              | 18e eeuw                                               |                                   | Bergweg 30                                           | 52° 25' 7" NB, 4° 36' 40" OL  | 9649   | Dienstwoninkje in het duin, witgepleisterd, topgevel, met riet gedekt, terzijde bakhuisje |
| Bloemoord | Woonhuis                  |                                                        |                                   | Bloemendaalseweg 125                                 | 52° 24' 8" NB, 4° 37' 5" OL   | 9650   | Meer afbeeldingen |
| Dwarshuis, zonder verdieping en met pannen schilddak, waarin twee dakkapellen met geprofileerde lijsten. Gemetselde hoeklisenen. Geprofileerde gootlijst; getoogde vensters, eenvoudig bovenlicht                                             | Woonhuis                  | derde kwart 18e eeuw                                   |                                   | Bloemendaalseweg 133                                 | 52° 24' 6" NB, 4° 37' 8" OL   | 9651   | Dwarshuis, zonder verdieping en met pannen schilddak, waarin twee dakkapellen met geprofileerde lijsten. Gemetselde hoeklisenen. Geprofileerde gootlijst; getoogde vensters, eenvoudig bovenlicht |
| Sparrenheuvel | Kasteel, buitenplaats     | 18e eeuw (deels)                                       |                                   | Bloemendaalseweg 139                                 | 52° 24' 7" NB, 4° 37' 4" OL   | 9652   | Meer afbeeldingen |
| Voorduin | Woonhuis                  | 19e eeuw                                               |                                   | Bloemendaalseweg 88                                  | 52° 24' 11" NB, 4° 37' 9" OL  | 9653   | Voorduin |
| Pand met gepleisterde lijstgevel | Woonhuis                  | 19e eeuw                                               |                                   | Bloemendaalseweg 94                                  | 52° 24' 10" NB, 4° 37' 7" OL  | 9654   | Pand met gepleisterde lijstgevel |
| Pand met gepleisterde lijstgevel | Woonhuis                  | 19e eeuw                                               |                                   | Bloemendaalseweg 96                                  | 52° 24' 10" NB, 4° 37' 7" OL  | 9655   | Pand met gepleisterde lijstgevel |
| 't Hemeltje/Brederode | Horeca                    | 18e eeuw                                               |                                   | Bloemendaalseweg 102                                 | 52° 24' 9" NB, 4° 37' 6" OL   | 9656   | Meer afbeeldingen |
| Pand met lijstgevel | Woonhuis                  | 19e eeuw                                               |                                   | Bloemendaalseweg 108                                 | 52° 24' 9" NB, 4° 37' 6" OL   | 9657   | Meer afbeeldingen |
| Pand met lijstgevel | Woonhuis                  |                                                        |                                   | Bloemendaalseweg 120                                 | 52° 24' 8" NB, 4° 37' 5" OL   | 9659   | Meer afbeeldingen |
| Pand met lijstgevel | Woonhuis                  |                                                        |                                   | Bloemendaalseweg 122                                 | 52° 24' 8" NB, 4° 37' 4" OL   | 9660   | Meer afbeeldingen |
| De Voorbuurt | Woonhuis                  | 1700-1800                                              |                                   | Bloemendaalseweg 126                                 | 52° 24' 8" NB, 4° 37' 4" OL   | 9661   | Meer afbeeldingen |
| Theekoepel van de Rijp | Bijgebouwen kastelen enz. | laat 18e eeuw                                          |                                   | Bloemendaalseweg 138                                 | 52° 24' 5" NB, 4° 36' 59" OL  | 9662   | Meer afbeeldingen |
| Overbeek | Kasteel, buitenplaats     | midden 19e eeuw                                        |                                   | Bloemendaalseweg 150                                 | 52° 23' 55" NB, 4° 36' 47" OL | 9663   | Meer afbeeldingen |
| 'Het huisje van oom Evert', tuinmanshuisje, landelijk, vroeger tot Lindenheuvel behoord hebbend, rieten dak | Dienstwoning              | 19e eeuw                                               | Evert Cassee                      | Bloemendaalseweg 162                                 | 52° 23' 48" NB, 4° 36' 45" OL | 9664   | Meer afbeeldingen |
| Lage woning, gevel met rechte gootlijst, roedenverdeling vensters | Woonhuis                  |                                                        |                                   | Bloemendaalseweg 202                                 | 52° 23' 33" NB, 4° 36' 34" OL | 9665   | Meer afbeeldingen |
| Lage woning, gevel met rechte gootlijst, roedenverdeling in vensters. Vormt een geheel met buurnummer 216 | Woonhuis                  |                                                        |                                   | Bloemendaalseweg 214                                 | 52° 23' 32" NB, 4° 36' 34" OL | 9666   | Lage woning, gevel met rechte gootlijst, roedenverdeling in vensters. Vormt een geheel met buurnummer 216                                                                                         |
| Lage woning, gevel met rechte gootlijst, roedenverdeling in vensters. Vormt een geheel met het buurnummer 214 | Woonhuis                  | onbkeend                                               |                                   | Bloemendaalseweg 216                                 | 52° 23' 32" NB, 4° 36' 34" OL | 9667   | Lage woning, gevel met rechte gootlijst, roedenverdeling in vensters. Vormt een geheel met het buurnummer 214                                                                                     |
| Lage woning, gevel met rechte kroonlijst, in topgevels eindigend tentdak, roedenverdeling vensters | Woonhuis                  | 18e eeuw                                               |                                   | Bloemendaalseweg 252                                 | 52° 23' 19" NB, 4° 36' 27" OL | 9668   | Meer afbeeldingen |
| Boerderij, fraai groot langhuis met statige topgevel, gedeeltelijk oude roeden vensters, rieten dak | Boerderij                 | 18e eeuw                                               |                                   | Boekenroodeweg 1                                     | 52° 21' 39" NB, 4° 35' 56" OL | 9669   | Meer afbeeldingen |
| Boekenrode. Statig landhuis, houten deurpartij echter enorm uitgebreid. Fraai theehuis | Kasteel, buitenplaats     | einde 18e eeuw                                         |                                   | Boekenroodeweg 9                                     | 52° 21' 23" NB, 4° 35' 52" OL | 9670   | Meer afbeeldingen |
| Boerderij, dwarshuis, vensters met oude roeden, halve luiken, laag gebouw met riet gedekt | Boerderij                 |                                                        |                                   | Boekenroodeweg 35                                    | 52° 21' 16" NB, 4° 35' 48" OL | 9671   | Meer afbeeldingen |
| Kerkje Provinciaal Ziekenhuis, portierswoning, ingangshek en torenuurwerk | Kerk en kerkonderdeel     | 19e eeuw                                               |                                   | Brederodelaan 52                                     | 52° 25' 8" NB, 4° 37' 17" OL  | 9672   | Meer afbeeldingen |
| Provinciaal Ziekenhuis | Gezondheidszorg           | 1839                                                   |                                   |                                                      | 52° 25' 8" NB, 4° 37' 12" OL  | 9673   | Provinciaal Ziekenhuis |
| Caprera. Twee bouwfragmenten, grens- of stoeppalen | Grensafbakening           |                                                        |                                   | Brederodelaan 145                                    | 52° 24' 41" NB, 4° 36' 59" OL | 9674   | Upload foto |
| Grenspaal 'B.G.' (Brouwersgilde) | Grensafbakening           |                                                        |                                   | Brouwerskolkweg bij 5                                | 52° 23' 20" NB, 4° 35' 55" OL | 9675   | Grenspaal 'B.G.' (Brouwersgilde) |
| Koetshuis, schuur en tuinmuur | Bijgebouwen kastelen enz. | 18e/19e eeuw                                           |                                   | Donkerelaan 57A                                      | 52° 24' 29" NB, 4° 37' 19" OL | 9676   | Koetshuis, schuur en tuinmuur |
| Pand, bestaande uit een aantal onregelmatig gegroepeerde vleugels onder pannen schild- en wolfdaken | Woonhuis                  | 18e eeuw                                               |                                   | Donkerelaan 53                                       | 52° 24' 28" NB, 4° 37' 20" OL | 9677   | Meer afbeeldingen |
| Kraantje Lek | Horeca                    | 18e eeuw                                               |                                   | Duinlustweg 22                                       | 52° 22' 58" NB, 4° 35' 30" OL | 9678   | Meer afbeeldingen |
| Lage woning, dubbele topgevel, kleine roedenvensters. Nabij de oude Volmeer | Woonhuis                  | 18e eeuw                                               |                                   |                                                      | 52° 22' 30" NB, 4° 35' 32" OL | 9679   | Upload foto |
| Gemetselde poort, hekpijlers voormalige Duinvliet | Tuin, park en plantsoen   | 18e eeuw                                               |                                   | Duinvlietspad bij 4                                  | 52° 22' 35" NB, 4° 36' 3" OL  | 9681   | Gemetselde poort, hekpijlers voormalige Duinvliet |
| Lage dienstwoningen, oude roedenvensters | Dienstwoning              | 18e eeuw                                               |                                   | Elswoutslaan 5                                       | 52° 22' 55" NB, 4° 36' 1" OL  | 9682   | Meer afbeeldingen |
| Boerenhuis, bestaande uit begane-grond met hoog zadeldak | Boerderij                 | eerste helft 19e eeuw                                  |                                   | Graaf Florislaan 2A                                  | 52° 19' 14" NB, 4° 34' 38" OL | 9694   | Upload foto |
| Boerenhuis, bestaande uit twee evenwijdige vleugels zonder verdieping onder zadeldaken, die aansluiten tegen puntgevels. Vensters met negenruitsschuiframen                                                                                   | Boerderij                 | eerste helft 19e eeuw                                  |                                   | Graaf Florislaan 2                                   | 52° 19' 14" NB, 4° 34' 39" OL | 9695   | Meer afbeeldingen |
| "de Olifant". Lage woning met rechte kroonlijst | Woonhuis                  | 18e eeuw                                               |                                   | Van Haemstedelaan 2                                  | 52° 22' 19" NB, 4° 35' 29" OL | 9696   | "de Olifant". Lage woning met rechte kroonlijst |
| Boerderij, langhuistype, met opkamer en uitgebreide schoorsteen | Boerderij                 | 18e eeuw                                               |                                   | Kennemerweg 29                                       | 52° 24' 27" NB, 4° 37' 39" OL | 9697   | Meer afbeeldingen |
| Wildhoef | Kasteel, buitenplaats     | 18e eeuw                                               |                                   | Kennemerweg 32                                       | 52° 24' 27" NB, 4° 37' 28" OL | 9698   | Wildhoef |
| Fraai tuinpaviljoen. Louis XVI | Bijgebouwen kastelen enz. | 18e eeuw                                               |                                   | Kennemerweg bij 32                                   | 52° 24' 25" NB, 4° 37' 26" OL | 9699   | Meer afbeeldingen |
| Dorpskerk | Kerk en kerkonderdeel     | 1635/1936                                              |                                   | Kerkplein 1                                          | 52° 24' 24" NB, 4° 37' 22" OL | 9700   | Meer afbeeldingen |
| Pand met gepleisterde lijstgevel | Woonhuis                  | 18e eeuw                                               |                                   | Kerkplein 19                                         | 52° 24' 24" NB, 4° 37' 20" OL | 9701   | Meer afbeeldingen |
| Pand met langgerekte lijstgevel, onder mansardedak; voor de ramen ijzeren hekken, benedenramen reiken tot aan de grond. Vormt een geheel met het buurnummer 24                                                                                | Woonhuis                  | 19e eeuw                                               |                                   | Kerkplein 23                                         | 52° 24' 23" NB, 4° 37' 22" OL | 9702   | Meer afbeeldingen |
| Pand met langgerekte lijstgevel, onder mansardedak, voor de ramen ijzeren hekken, benedenramen reiken tot aan de grond. Vormt een geheel met het buurnummer 23                                                                                | Woonhuis                  | 19e eeuw                                               |                                   | Kerkplein 24                                         | 52° 24' 23" NB, 4° 37' 22" OL | 9703   | Meer afbeeldingen |
| Voormalig schoolgebouw. Pand met lage verdieping en pannen zadeldak. Aan de voorzijde, te weerszijde van de poort, twee uitbouwsels onder zadeldaken met cordonlijst, getoogde vensters en getoogde deuren                                    | Onderwijs en wetenschap   | tweede kwart 19e eeuw                                  |                                   | Kerkplein 25                                         | 52° 24' 22" NB, 4° 37' 23" OL | 9704   | Meer afbeeldingen |
| Lage landelijke gepleisterde woning met dubbele topgevel, kleine roeden, blinden | Woonhuis                  |                                                        |                                   | Kleverlaan 2                                         | 52° 23' 58" NB, 4° 37' 2" OL  | 9705   | Meer afbeeldingen |
| Laag woonhuis | Woonhuis                  |                                                        |                                   | Kleverlaan 6                                         | 52° 23' 57" NB, 4° 37' 2" OL  | 9706   | Laag woonhuis |
| Lage woning met topgevel. Voor enige jaren achterwaarts geplaatst | Woonhuis                  | 18e eeuw                                               |                                   | Korte Zijlweg 8                                      | 52° 23' 17" NB, 4° 36' 24" OL | 9707   | Meer afbeeldingen |
| Lage gepleisterde woning | Woonhuis                  | 18e eeuw                                               |                                   | Korte Zijlweg 10                                     | 52° 23' 17" NB, 4° 36' 22" OL | 9708   | Lage gepleisterde woning |
| Complex lage woningen | Woonhuis                  | 18e eeuw                                               |                                   | Laan van Boreel 1                                    | 52° 24' 25" NB, 4° 37' 37" OL | 9709   | Meer afbeeldingen |
| Koetshuis van Duin en Daal | Bijgebouwen kastelen enz. | mogelijk 18e eeuw (oorsprong) 19e eeuw (nieuw aanzien) |                                   | Lage Duin en Daalseweg 15A                           | 52° 24' 25" NB, 4° 36' 39" OL | 9710   | Meer afbeeldingen |
| Duin en Daal | Woonhuis                  | 18e eeuw                                               |                                   | Lage Duin en Daalseweg 8                             | 52° 24' 25" NB, 4° 36' 36" OL | 9711   | Meer afbeeldingen |
| Boerderij, langhuis met topgevel, terzijde uitgebouwd kookhuis en afdak waarlangs duinbeek stroomt, zeer fraai gelegen | Boerderij                 |                                                        |                                   | 1e Leijweg 3                                         | 52° 20' 38" NB, 4° 34' 57" OL | 9712   | Meer afbeeldingen |
| Vinkenhuisje in Vinkenbaan. Lage woning | Woonhuis                  |                                                        |                                   | Afgebrand jachthuis Leyweg I 4                       | 52° 24' 51" NB, 4° 35' 12" OL | 9713   | Vinkenhuisje in Vinkenbaan. Lage woning |
| Woestduin | Bijgebouwen kastelen enz. | 18e eeuw (hek en deel van koetshuis)                   |                                   | Manpadslaan 2                                        | 52° 20' 13" NB, 4° 35' 33" OL | 9714   | Meer afbeeldingen |
| Jachthuis, lage landelijke woning in topgevels eindigend | Woonhuis                  | 18e eeuw                                               |                                   | Vogelenzangseduinweg; afgebrand Vogelenzangseduinweg | 52° 24' 51" NB, 4° 35' 12" OL | 9715   | Upload foto |
| Hek Groot Bentveld. Hekpijlers met bekroning | Erfscheiding              | 18e eeuw                                               |                                   | Grenslaan bij 20                                     | 52° 21' 49" NB, 4° 34' 43" OL | 9716   | Hek Groot Bentveld. Hekpijlers met bekroning |
| Hek van Saxenburg. Hardstenen pijlers en hekken | Erfscheiding              | 19e eeuw                                               |                                   | Mollaan 1                                            | 52° 24' 23" NB, 4° 36' 40" OL | 9717   | Meer afbeeldingen |
| Pannekoekhuis bij het Bloemendaalsebos | Dienstwoning              | 18e eeuw (woning) aanvang 19e eeuw (koepel)            |                                   | Mollaan 2                                            | 52° 24' 19" NB, 4° 36' 47" OL | 9718   | Meer afbeeldingen |
| IJskelder van het voormalige landgoed Saxenburg | Bijgebouwen kastelen enz. | 19e eeuw                                               |                                   | Mollaan bij 7                                        | 52° 24' 9" NB, 4° 36' 59" OL  | 9719   | Meer afbeeldingen |
| Saxenburg | Grensafbakening           |                                                        |                                   | Saxenburgerweg tegenover 1A                          | 52° 24' 18" NB, 4° 36' 38" OL | 9720   | Meer afbeeldingen |
| Boerderij langhuis, thans bungalow. Moderne schoorsteen doet afbreuk aan het aanzien | Boerderij                 | 17e eeuw                                               |                                   |                                                      | 52° 19' 14" NB, 4° 33' 50" OL | 9721   | Meer afbeeldingen |
| Boerderij langhuis met aangebouwde dwarshuizen, pannendak, deels vernieuwd | Boerderij                 | 17e eeuw (oorsprong)                                   |                                   | Tweede Doodweg 18                                    | 52° 19' 11" NB, 4° 34' 1" OL  | 9722   | Meer afbeeldingen |
| Boerderij, langhuis met aanbouwen, deels rieten dak, hoge opkamer, fraai ex | Boerderij                 | 17e eeuw                                               |                                   | Tweede Doodweg 24                                    | 52° 19' 26" NB, 4° 34' 14" OL | 9723   | Meer afbeeldingen |
| Kleine woning met zadeldak en topgevels, kleine roeden vensters, tot Vogelenzang v.h.behorend | Woonhuis                  | 18e eeuw                                               |                                   |                                                      | 52° 19' 50" NB, 4° 34' 2" OL  | 9724   | Upload foto |
| Jachthuisje (Brouwershuisje, voormalige schuilkerk). Op Koekoeksduin. Zadeldak in topgevels eindigend, hoog souterrain met gewelven, eveneens bovengewelf. 1939 gerestaureerd                                                                 | Woonhuis, schuilkerk      | 17e eeuw                                               |                                   | Vogelenzangseweg 3                                   | 52° 20' 56" NB, 4° 35' 44" OL | 9725   | Jachthuisje (Brouwershuisje, voormalige schuilkerk). Op Koekoeksduin. Zadeldak in topgevels eindigend, hoog souterrain met gewelven, eveneens bovengewelf. 1939 gerestaureerd                     |
| Tuinmanshuisje van Koekoeksduin. Lage woning in topgevels eindigend | Dienstwoning              | 18e eeuw                                               |                                   | Vogelenzangseweg 17                                  | 52° 20' 44" NB, 4° 35' 7" OL  | 9726   | Tuinmanshuisje van Koekoeksduin. Lage woning in topgevels eindigend |
| Gepleisterd laag landelijke woning. Zadeldak | Woonhuis                  | 18e eeuw                                               |                                   |                                                      | 52° 20' 22" NB, 4° 35' 27" OL | 9727   | Upload foto |
| Vier grenspalen bij de villa van v.h.Dorhout Mees | Grensafbakening           |                                                        |                                   | Vogelenzangseweg bij 25                              | 52° 20' 43" NB, 4° 35' 17" OL | 9728   | Upload foto |
| Boerderij, dwarshuis, topgevel met pinakel, fraai ex, met aangebouwd kookhuis | Boerderij                 | 17e eeuw                                               |                                   | Vogelenzangseweg 160                                 | 52° 20' 7" NB, 4° 34' 45" OL  | 9729   | Meer afbeeldingen |
| 's-Gravenweg | Boerderij                 | 17e en 18e eeuw                                        |                                   | Vogelenzangseweg 164                                 | 52° 20' 2" NB, 4° 34' 38" OL  | 9730   | Meer afbeeldingen |
| Hartelust | Woonhuis                  | 1847-1848                                              | Martinus Gerardus Tétar van Elven | Vijverweg 18                                         | 52° 24' 14" NB, 4° 37' 19" OL | 9731   | Meer afbeeldingen |
| Gebeeldhouwde natuurstenen schamppaal | Straatmeubilair           | begin 17e eeuw                                         |                                   | Kennemerweg tegenover 32                             | 52° 24' 23" NB, 4° 37' 28" OL | 9732   | Upload foto |
| De Haringbuis | Woonhuis                  | 18e eeuw                                               |                                   | Zandvoorterweg 77                                    | 52° 21' 40" NB, 4° 35' 59" OL | 9733   | Meer afbeeldingen |
| Lage gepleisterde woning | Woonhuis                  | 18e eeuw                                               |                                   | Zandvoorterweg 64                                    | 52° 21' 40" NB, 4° 35' 57" OL | 9734   | Lage gepleisterde woning |
| Middenduin | Woonhuis                  | 18e eeuw                                               |                                   | Zeeweg 27                                            | 52° 23' 41" NB, 4° 35' 22" OL | 9735   | Middenduin |
| Tuinmanswoning, van voren rond uitgebouwde woning met rieten dak | Woonhuis                  | 19e eeuw                                               |                                   | Zomerzorgerlaan 4                                    | 52° 24' 34" NB, 4° 36' 42" OL | 9736   | Meer afbeeldingen |
| Koepel Bosch en Hoven, verminkt | Bijgebouwen kastelen enz. | 18e eeuw                                               |                                   | Zwarteweg 2                                          | 52° 22' 4" NB, 4° 35' 10" OL  | 9737   | Meer afbeeldingen |
| Pand met topgevel | Werk-woonhuis             | 18e eeuw                                               |                                   | Zijlweg 7                                            | 52° 23' 17" NB, 4° 36' 30" OL | 9738   | Meer afbeeldingen |
| Pand met topgevel | Werk-woonhuis             | 18e eeuw                                               |                                   | Zijlweg 9                                            | 52° 23' 17" NB, 4° 36' 30" OL | 9739   | Meer afbeeldingen |
| Pand met topgevel | Woonhuis                  | 18e eeuw                                               |                                   | Zijlweg 11                                           | 52° 23' 17" NB, 4° 36' 31" OL | 9740   | Meer afbeeldingen |
| Lage woning deels met rechte kroonlijst, deels topgevel | Woonhuis                  | 18e eeuw                                               |                                   | Zijlweg 10                                           | 52° 23' 17" NB, 4° 36' 30" OL | 9741   | Meer afbeeldingen |
| Vinkenhuisje op het terrein van Oud Aelbertsberg, achter het meertje van caprera | Bijgebouwen kastelen enz. |                                                        |                                   | Duinwijckweg 14                                      | 52° 24' 41" NB, 4° 36' 38" OL | 9742   | Upload foto |
| Borstwering en twee schamppalen | Straatmeubilair           | ca. 1600 (schamppaal)                                  |                                   | Bloemendaalseweg 158                                 | 52° 23' 48" NB, 4° 36' 45" OL | 9743   | Upload foto |
| Meerenberg: hoofdgebouw | Gezondheidszorg           | 1846-1848                                              | J.D. Zocher jr.                   | Brederodelaan 54                                     | 52° 25' 7" NB, 4° 37' 11" OL  | 525028 | Meer afbeeldingen |
| Meerenberg: mortuarium | Crematorium               | 1877                                                   | A. van der Linden                 | Brederodelaan bij 54                                 | 52° 25' 8" NB, 4° 37' 2" OL   | 529427 | Upload foto |
| Meerenberg: fabrieksschoorsteen | Industrie                 | 1919                                                   |                                   | Brederodelaan bij 54                                 | 52° 25' 9" NB, 4° 37' 9" OL   | 529428 | Upload foto |
| Meerenberg: drie waterpompen | Bedieningsgebouw          | 1846-1848                                              | J.D. Zocher jr.                   | Brederodelaan bij 54                                 | 52° 25' 6" NB, 4° 37' 9" OL   | 529429 | Upload foto |
| Thijsse's Hof | Tuin, park en plantsoen   | 1925                                                   | LA Springer (met Jac P Thijsse)   | Mollaan 4                                            | 52° 24' 17" NB, 4° 36' 43" OL | 532281 | Meer afbeeldingen |